# Vitalienbrüder
I Vitalienbrüder, o Vitalier (in latino Fratres Vitalienses), chiamati anche Likedeeler, erano una compagnia di navigatori del XIV sec. Operarono nel Mar Baltico e nel Mar del Nord, dapprima contrabbandando viveri per la città di Stoccolma, assediata dai danesi; successivamente si batterono come corsari al soldo di vari regni, infine divennero famigerati pirati.
I capitani più famosi della compagnia furono Arnd Stuke, Henning Mandüvel, Nikolaus Milies, Klaus Störtebeker, Gödeke Michels, Magister Wigbold e Hennig Wichmann. All'apice della loro potenza, nel periodo in cui controllavano Gotland, contavano circa 2000 uomini.

## Il nome
Le origini del nome tedesco Vitalienbrüder non è chiarissima. "Vitalien", o "Vitalier", sembra derivare dal francese medio "vitailleurs", a sua volta derivato dal latino "victualia", ovvero approvvigionamenti. Il termine alludeva appunto a uomini di mare che introducevano di nascosto viveri in città sottoposte a blocchi navali. L'impresa con la quale la compagnia si fece un nome fu appunto di questo tipo. "Brüder" in tedesco vuol dire "fratelli".
Il più tardo nome Likedeeler invece, in lingua basso-tedesca, voleva dire "che dividono egualmente". Forse i Vitalienbrüder volevano così alludere alla strutturazione egualitaria della loro organizzazione, in contrapposizione alla rigida gerarchia che invece caratterizzava la società feudale dell'epoca. Il termine inoltre implicava lealtà e aiuto reciproco, e in tal senso si può leggere anche il loro motto "Amici di Dio e nemici di tutto il mondo".

## Origini
I Vitalienbrüder si coalizzarono in una vera e propria confraternita nel 1390, ma delle bande di navigatori privi di scrupoli che intervenivano nelle guerre marittime nel nord per arricchirsi esistevano già da diversi anni. La prima generazione di capitani era composta da nobili meclemburghesi, che avevano perduto i loro patrimoni a causa della crisi del '300. Uomini come Arnd Stuke, Henning Mandüvel e Nikolaus Milies arruolarono delle ciurme e partirono per il mare, sperando di fare soldi con attività spesso illecite. Contrabbandieri, corsari e pirati, i Vitalienbrüder per contro non furono mai dei mercenari: benché parte della loro attività riceveva l'autorizzazione e il beneplacito di certuni regnanti, erano essi stessi a reperire navi e marinai e per le loro azioni non venivano pagati.

## Nel Mar Baltico
L'ascesa della compagnia dei Vitalienbrüder si ebbe nel corso delle guerre tra la Lega anseatica, i principati della Germania settentrionale e i regni scandinavi per il controllo delle rotte del Mar Baltico e nel Mare del Nord. Mentre la prima era interessata a proteggere i suoi privilegi commerciali, gli altri tolleravano o incoraggiavano la pirateria per destabilizzare il suo predominio e danneggiare le potenze rivali.
Nel 1389 Alberto III di Meclemburgo, il deposto re di Svezia, fu sconfitto e fatto prigioniero, mentre tentava di recuperare il trono dalla sua rivale, la regina Margherita I di Danimarca. Solo la città di Stoccolma gli rimase fedele e quindi fu assediata dai danesi. Così, per conto del ducato di Meclemburgo-Schwerin, che parteggiava per Alberto, i Vitalienbrüder ingaggiarono battaglie navali contro la Danimarca e rifornirono via mare la città assediata tra il 1389 e il 1392. Nel 1393 saccheggiarono Bergen, in Norvegia, e nel 1394 si impadronirono di Gotland, ove la città di Visby divenne la base operativa per le loro scorrerie. La Lega anseatica rimase neutrale al conflitto, ma, vivendo di traffici marittimi, i pirati costituivano il suo nemico naturale; per contro alcune città anseatiche, come Rostock e Wismar, dovevano fedeltà ai duchi di Meclemburgo e temevano la Danimarca, per cui si permettevano ai Vitalienbrüder di vendere il bottino nei loro porti.

Nel 1395 si giunse ad una fragile pace nel Baltico e nel 1397, con l'Unione di Kalmar, Margherita di Danimarca si fece regina di tutta la Scandinavia. Le speranze di Alberto di recuperare la corona di Svezia naufragarono una volta per tutte. I Vitalienbrüder tentarono però di mantenere le basi acquisite durante la guerra e cominciarono ad attaccare indiscriminatamente tutte le navi in cui si imbattevano. Ulteriori saccheggi coinvolsero Ãbo-Turku, Vyborg-Viipuri, Faxeholm, Styresholm e Korsholm, raggiungendo anche la Frisia e lo Schleswig. La compagnia, ormai vera e propria gilda di pirati, divenne sempre più pericolosa e aggressiva, minacciando anche le coste e mettendo in crisi le attività produttive, come l'industria di aringhe. Per questa ragione, la Danimarca si accordò con Konrad von Jungingen, Gran Maestro dell'Ordine Teutonico, che nel 1398 inviò una flotta e un esercito su Gotland, che costrinsero i Vitalienbrüder ad abbandonare la loro base principale. La caccia ai pirati e la distruzione dei loro covi proseguì negli anni successivi, finché nel 1400 la minaccia nel Baltico sembrò debellata.

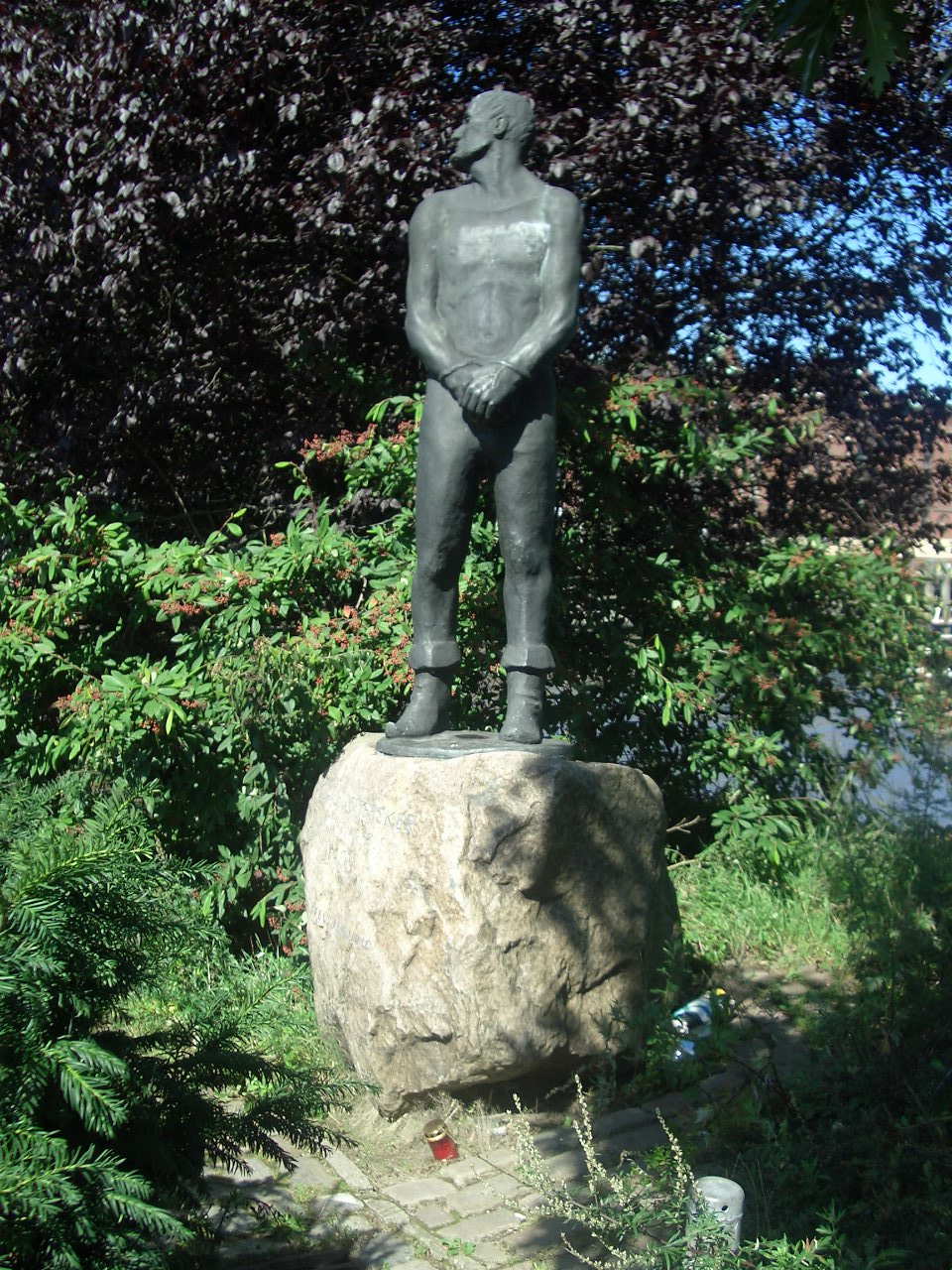
Klaus Størtebeker, celebre guida dei Vitalienbrüder

## Nel Mare del Nord
Mentre perdevano gli appoggi nel Baltico, alcuni capitani dei Vitalienbrüder rivolsero le loro attenzioni alla Frisia orientale, una regione che sembrava per loro ideale come rifugio e base per nuove scorrerie. La Frisia infatti era un insieme di isolette divise da bracci di mare fra loro e dalla costa della Germania, che davano su una spiaggia continentale paludosa e costellata di piccoli corsi d'acqua, esposta alle tempeste e alle maree, insomma una topografia mutevole e indecifrabile. In più gli abitanti non si trovavano sotto il dominio di un unico sovrano, ma erano governati da numerosi capi locali, fra loro spesso in lotta. Ed essi stessi si erano inoltre da secoli attivamente dedicati alla pirateria. L'alleanza che quindi si instaurò tra i Frisoni e i Vitalienbrüder permise a questi ultimi di tornare a saccheggiare navi e coste, ai danni di Amburgo e delle altre città del Mare del Nord, disponendo di covi sicuri e mercati ove smerciare il bottino.
Per rispondere alla nuova minaccia, la città anseatica di Lubecca nel 1400 organizzò una flotta e da Amburgo attaccò i capi frisoni che ospitavano i Vitalienbrüder e abbatté le loro fortezze. Coloro che sfuggirono cercarono altri appoggi, ad esempio presso Alberto di Baviera, che era anche conte d'Olanda, il quale li provvide di nuove patenti di corsa. Forti di queste, i Vitalienbrüder si insediarono su Helgoland. A questo punto però fu la stessa città di Amburgo, il cui porto era vicinissimo alla nuova base dei pirati, che decise di eliminarli una volta per tutte. Ancora nello stesso 1400 Nikolaus Schoken e Hermann Lange, membri del Consiglio cittadino, organizzarono una nuova flotta per muovere contro Störtebecker e Gödeke Michels, i capitani di Helgoland. Fino al 1401, nel corso di diverse azioni, i Vitalienbrüder furono sconfitti e i loro capi catturati e giustiziati.
Con la fine di Störtebecker non scomparve tuttavia la pirateria dal Mare del Nord, né dal Baltico. Il termine "Vitalienbrüder", d'altro canto, divenuto ormai sinonimo di "pirata", continuò ad essere utilizzato per indicare altri uomini dediti a scorrerie per il mare, anche se non appartenenti alla compagnia originaria. Ai Vitalienbrüder venne ancora attribuito, ad esempio, il saccheggio di Bergen nel 1429, nel corso della guerra tra Danimarca e Lega anseatica (1426 - 1435). Convenzionalmente la fine definitiva dei Vitalienbrüder viene fatta coincidere con il 1433, allorché Simon di Utrecht guidò una spedizione punitiva della città di Amburgo contro Emden, che aveva funto da base per i pirati: la città fu conquistata e vi fu posto un presidio. Da lì in poi i Vitalienbrüder non appaiono più nei documenti ufficiali.